# Philipp Nicolai
Philipp Nicolai, nemški luteranski duhovnik, pesnik in skladatelj, * 10. avgust 1556, Bad Arolsen, † 26. oktober 1608, Hamburg.